# Marquesado de Castrofuerte
El Marquesado de Castrofuerte es un título nobiliario español de carácter hereditario que fue concedido por Felipe IV el 14 de junio de 1627 a favor de Pedro Pacheco y Chacón, comisario general de la gente de guerra de España, general de la artillería y del comisariado de Estado, en remuneración a sus servicios, siendo propietaria del estado y señorío de Castrofuerte su mujer, Francisca Sarmiento Barba, también vizcondesa de Castilfalé.
Su nombre hace referencia al municipio de Castrofuerte, en la actual provincia de León.
Su actual propietario es Mario Gutiérrez Fernández-Cavada, que ocupa el XIV lugar en la lista de marqueses.

## Marqueses de Castrofuerte
- Pedro Pacheco y Chacón, I marqués de Castrofuerte (1627).

1. Casó con Francisca Sarmiento Barba, vizcondesa de Castilfalé y propietaria del estado de Castrofuerte, hija de Luis Sarmiento de Mendoza y Barba, señor de Castrofuerte,  y de Isabel Pessoa.

- Andrea Antonia Pacheco Barba, II marquesa de Castrofuerte.

1. Casó en primeras nupcias con Juan de Sotomayor y Meneses, VIII señor de Alconchel, Zahínos y Fermoselle.
2. Casó en segundas nupcias con Francisco Folch de Cardona, V marqués de Guadalest y Almirante de Aragón.

- Francisco de Sotomayor Pacheco Chacón y Barba (1639-1675), III marqués de Castrofuerte, vizconde de Castilfalé, señor de Alconchel, general de los nobles guardias viejos de Castilla y de la caballería de España, caballero de la Orden de Santiago, gentilhombre de cámara del rey y veedor general de las Guardias de Castilla.

1. Casó en la capilla del Real Alcázar de Madrid el 6 de septiembre de 1670 con Francisca Chacón y Ayala, dama de la reina Mariana de Austria.[3]

- Teresa Andrea de Sotomayor Chacón y Meneses (1672-1715), IV marquesa de Castrofuerte, vizcondesa de Castilfalé. Le sucedió su primo, hijo quinto del marqués de Aguilafuente.

1. Casó en primeras nupcias con Antonio Francisco Portocarrero y Luna (1658-1698), III conde de Óbedos.
2. Casó en segundas nupcias con Diego de Zúñiga Sotomayor y Enríquez.

- Pía Antonia Portocarrero de Sotomayor (1698-1716), V marquesa de Castrofuerte, IV condesa de Óbedos. Casada con Vicente de Guzmán, conde de Villaumbrosa.

- Teresa de Zúñiga y Sotomayor, (n. 1710) VI marquesa de Castrofuerte, vizcondesa de Castilfalé.

- Catalina Pacheco Barba de Campos Sotomayor Meneses, VII marquesa de Castrofuerte, vizcondesa de Castilfalé.

1. Casó con Pedro Ruiz de Alarcón y Álvarez de Toledo, V marqués de Palacios, vizconde de Santarén y señor de Buenache.

- Nicolás María Iñigo López de Mendoza (m. 1767), VIII marqués de Castrofuerte, XII marqués de Mondéjar, último de la línea al fallecer sin sucesión, heredando en la casa la descendencia de María Barba de Acuña y Bernuy, hija segunda de Juan Barba Cabeza de Vaca y Acuña.

- José María Jalón y Llorente, (n. 1750) IX marqués de Castrofuerte y vizconde de Castilfalé.

- Miguel Jalón Larragoiti, X marqués de Castrofuerte y vizconde de Castilfalé, fundador de la Revista de Extremadura. Sin descendencia.

1. Casó con la marquesa de Torreorgaz.

- Heliodoro Jalón Larragoiti, XI marqués de Castrofuerte,  senador plenipotenciario por las provincias de Palencia y Cáceres.

1. Casó con Ernestina Finat.

- Rosario Jalón Finat, XII marquesa de Castrofuerte.

1. Casó con José María Fernández-Cavada y Obanza, alcalde de Burgos.

- Ernestina Fernández-Cavada Jalón (m. 1998), XIII marquesa de Castrofuerte.

1. Casó con Mario Gutiérrez Albertos.

- Mario Gutiérrez Fernández-Cavada, XIV marqués de Castrofuerte (1998 - actual).

1. Casó con Blanca Rueda Muñoz de San Pedro.